# Leonora (danska pevačica)
Leonora Kolmor Jepsen (dan. Leonora Colmor Jepsen; 3. oktobar 1998), poznatija kao samo Leonora, danska je pevačica i klizačica.

## Mladost
Rođena je i odrasla u Hellerupu na severu Kopenhagena, gde i danas živi. Leonora je završila srednju školsku gimnaziju Gammel Hellerup. Napisala je mnogo pesama (koje ona i peva), nastupajući u kafićima, bibliotekama i na malim školskim koncertima.

## Klizačka karijera
Kao klizačica se takmičila na ISU Svetskom juniorskom prvenstvu 2016. i na ISU JGP Riga Cup 2015. U decembru 2016. godine Leonora je sa svojim bratom Linusom osvojila zlatnu medalju na danskom prvenstvu u klizanju. Sada se više ne takmiči, već radi kao trener i koreograf za klizanje.

## Pevačka karijera
Pobedila je takmičenju Dansk Melodi Grand Prix 2019. sa pesmom "Love is forever", nakon što je osvojila 42% glasova publike i žirija u superfinalu. Pobedom na Dansk Melodi Grand Prix-u 2019. predstavljala je svoju zemlju na Pesmi Evroviziji 2019. u Tel Avivu sa pesmom "Love Is Forever". Pesmu su napisali Lise Cabble, Melanie Wehbe i Emil Rosendal Lei, a otpevana je na 4 jezika - engleskom, francuskom, nemačkom i danskom. Leonora je na Pesmi Evrovizije bila dvanaesta u finalu sa 120 osvojenih bodova.